# خورشیدگرفتگی ۲۸ اوت ۱۸۰۲
خورشیدگرفتگی ۲۸ اوت ۱۸۰۲ (به انگلیسی: Solar eclipse of 28 August 1802) یک خورشیدگرفتگی از نوع خورشیدگرفتگی حلقه‌ای بود که در آسیا و اروپا قابل مشاهده بود. این خورشیدگرفتگی در تاریخ ۲۸ اوت ۱۸۰۲ روی داد که زمان اوج آن، ساعت ۷:۱۲:۰۰ به‌وقت ساعت هماهنگ جهانی بوده‌است. مدت‌زمان و طول این خورشیدگرفتگی ۰۵ دقیقه و ۳۵ ثانیه بود.